# Jaish al-Tahrir
Jaish al-Tahrir (Arabisch: جيش التحرير, het Bevrijdingsleger) is de oude naam van Jaish al-Nukhba (Arabisch: جيش النخبة) het is een Syrische rebellengroep die actief is in de Syrische Burgeroorlog. De groep is een onderdeel van het Vrije Syrische Leger en ontstond in 2016 door de fusie van verschillende kleinere rebellengroepen in het noorden van Syrië. De groep wordt aangevoerd door Mohammed al-Ghabi en Raed al-Elewi. Naar eigen zeggen telt Jaish al-Tahrir ongeveer 4000 actieve strijders.
Sommige groepen die onderdeel zijn van Jaish al-Tahrir ontvingen in het verleden militaire steun van de Verenigde Staten. Jaish al-Tahrir is in 2016 in de noordelijke provincie Idlib in conflict gekomen met het radicale Jabhat al-Nusra (Al-Qaida in Syrië). Het Al-Nusra Front bestormde in juli 2016 het hoofdkwartier van Jaish al-Tahrir in de stad Kafr Nabl en nam daar 40 strijders van Jaish al-Tahrir gevangen. Sommigen van hen zijn nog steeds niet vrijgelaten.
In andere gebieden van Syrië (waaronder Hama) vechten strijders van Jaish al-Tahrir echter samen met radicale groeperingen als Jabhat al-Nusra en Ahrar al-Sham. Het onderscheid tussen het Vrije Syrische Leger en jihadisten is daarom lang niet altijd even duidelijk.